# Eupera bahamensis
Eupera bahamensis (лат.) — вид мелких двустворчатых моллюсков рода Eupera из семейства Sphaeriidae (отряд Sphaeriida). Багамские Острова.

## Описание
Eupera bahamensis — вид моллюсков, обитающий в пресных водах Багамских островов в Карибском бассейне. Впервые E. bahamensis был описан в 1938 году по материалам с острова Кэт американским малакологом Уильямом Дж. Кленчем (1897—1984). Видовой ранг принят и не имеет известных подвидов.
.

### Сходные виды

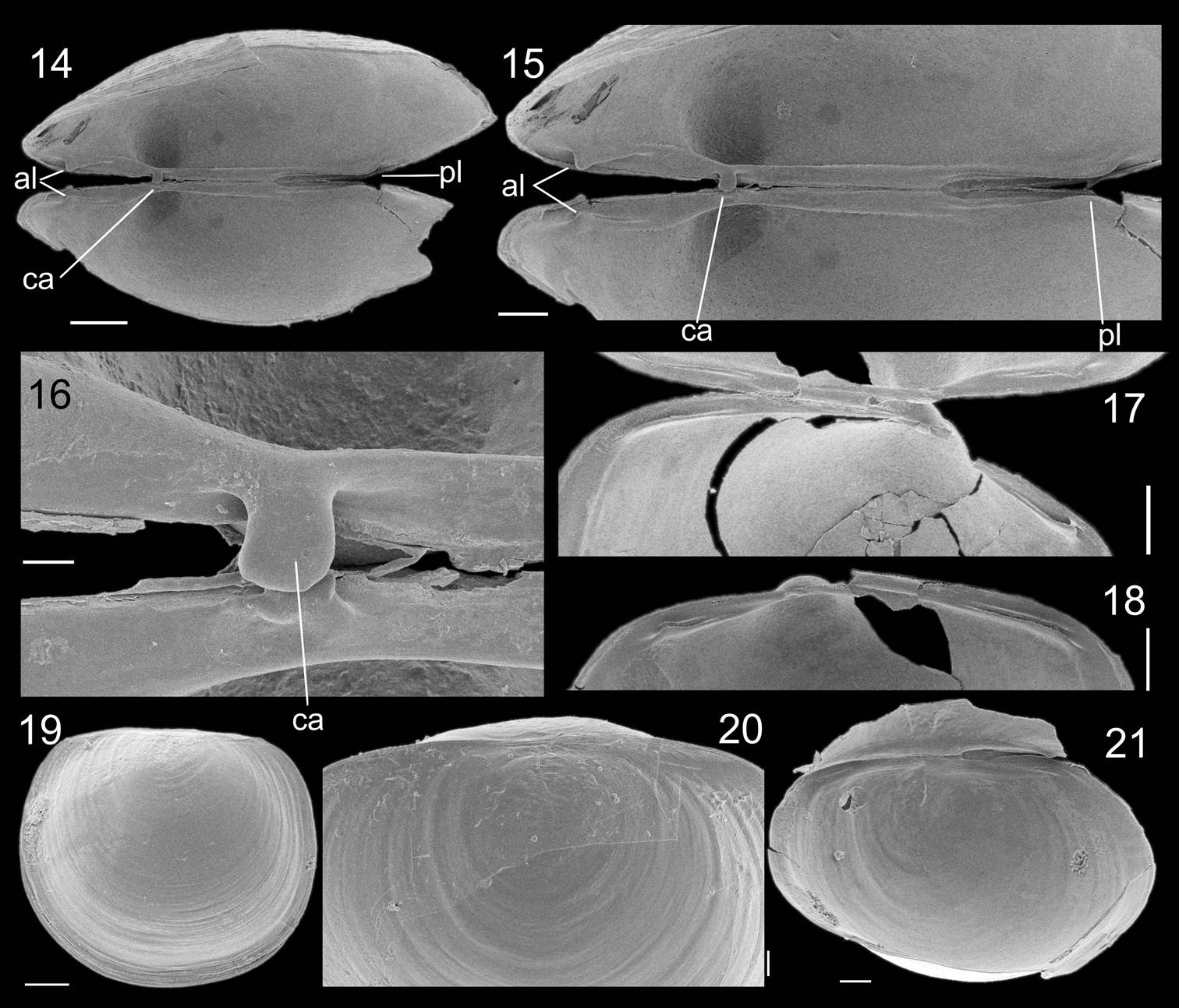
Eupera troglobia
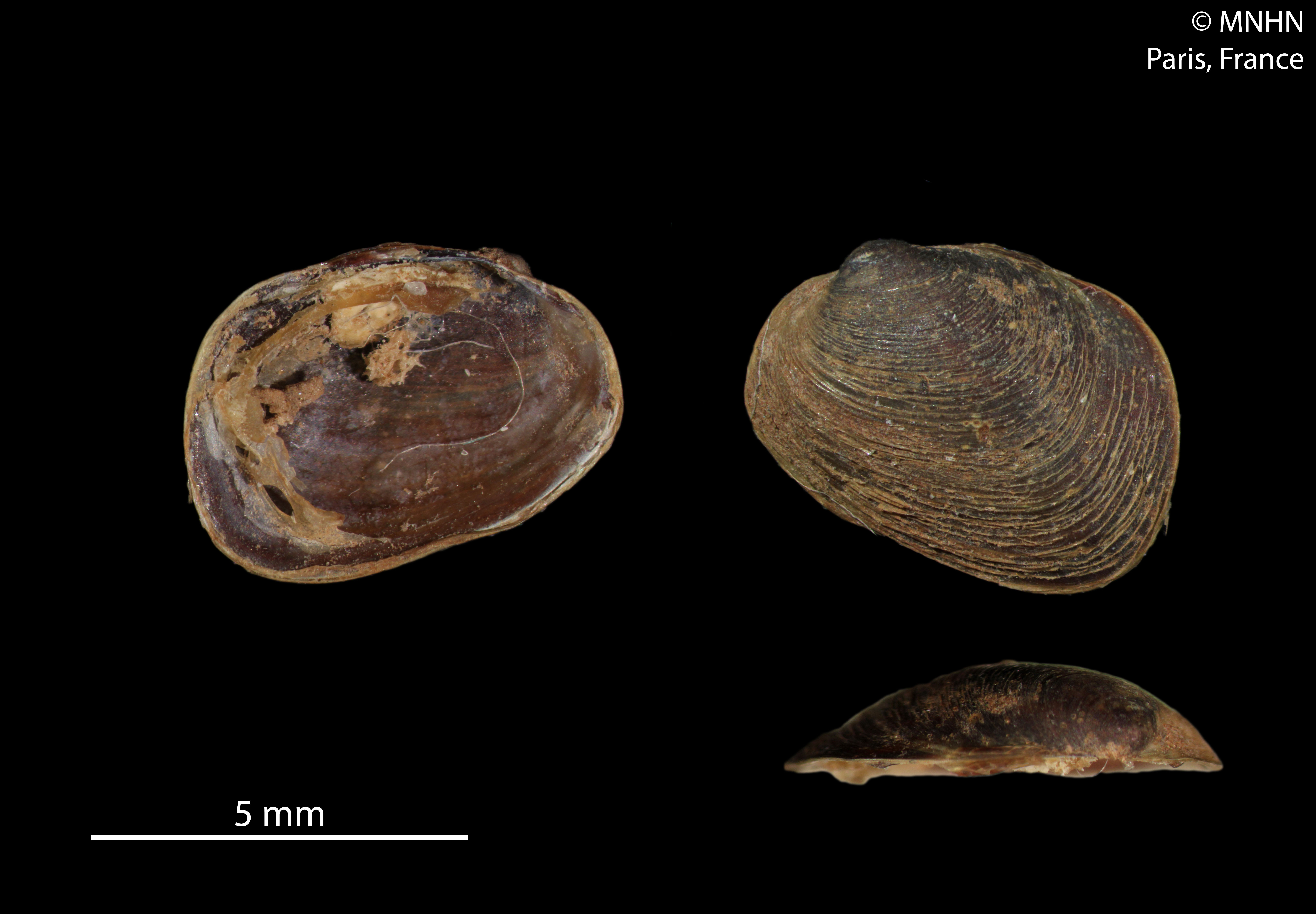
Eupera guaraniana